# Mat provocat
El mat provocat és un problema d'escacs en la qual les blanques, que mouen primer, han de forçar a les negres a fer-los'hi escac i mat dins un nombre específic de moviments contra la seva voluntat.
|  |

## Exemple
El problema mostrat és relativament un problema simple. És un mat provocat en dos moviments de Wolfgang Pauly de The Theory of Pawn Promotion, 1912: Les blanques mouen primer, i obliga a les negres a fer-los'hi escac i mat a tot tardar en el segon moviment.
|   | a | b | c | d | e | f | g | h |   |
| 8 | a8 blanques rei · b8 blanques alfil · f8 blanques cavall · a7 blanques peó · c7 blanques peó · e7 negres peó · g7 blanques peó · f6 blanques peó · h6 negres rei · e5 blanques peó · h5 negres peó · h4 blanques peó · g2 blanques alfil · h1 negres alfil | a8 blanques rei · b8 blanques alfil · f8 blanques cavall · a7 blanques peó · c7 blanques peó · e7 negres peó · g7 blanques peó · f6 blanques peó · h6 negres rei · e5 blanques peó · h5 negres peó · h4 blanques peó · g2 blanques alfil · h1 negres alfil | a8 blanques rei · b8 blanques alfil · f8 blanques cavall · a7 blanques peó · c7 blanques peó · e7 negres peó · g7 blanques peó · f6 blanques peó · h6 negres rei · e5 blanques peó · h5 negres peó · h4 blanques peó · g2 blanques alfil · h1 negres alfil | a8 blanques rei · b8 blanques alfil · f8 blanques cavall · a7 blanques peó · c7 blanques peó · e7 negres peó · g7 blanques peó · f6 blanques peó · h6 negres rei · e5 blanques peó · h5 negres peó · h4 blanques peó · g2 blanques alfil · h1 negres alfil | a8 blanques rei · b8 blanques alfil · f8 blanques cavall · a7 blanques peó · c7 blanques peó · e7 negres peó · g7 blanques peó · f6 blanques peó · h6 negres rei · e5 blanques peó · h5 negres peó · h4 blanques peó · g2 blanques alfil · h1 negres alfil | a8 blanques rei · b8 blanques alfil · f8 blanques cavall · a7 blanques peó · c7 blanques peó · e7 negres peó · g7 blanques peó · f6 blanques peó · h6 negres rei · e5 blanques peó · h5 negres peó · h4 blanques peó · g2 blanques alfil · h1 negres alfil | a8 blanques rei · b8 blanques alfil · f8 blanques cavall · a7 blanques peó · c7 blanques peó · e7 negres peó · g7 blanques peó · f6 blanques peó · h6 negres rei · e5 blanques peó · h5 negres peó · h4 blanques peó · g2 blanques alfil · h1 negres alfil | a8 blanques rei · b8 blanques alfil · f8 blanques cavall · a7 blanques peó · c7 blanques peó · e7 negres peó · g7 blanques peó · f6 blanques peó · h6 negres rei · e5 blanques peó · h5 negres peó · h4 blanques peó · g2 blanques alfil · h1 negres alfil | 8 |
| 7 | a8 blanques rei · b8 blanques alfil · f8 blanques cavall · a7 blanques peó · c7 blanques peó · e7 negres peó · g7 blanques peó · f6 blanques peó · h6 negres rei · e5 blanques peó · h5 negres peó · h4 blanques peó · g2 blanques alfil · h1 negres alfil | a8 blanques rei · b8 blanques alfil · f8 blanques cavall · a7 blanques peó · c7 blanques peó · e7 negres peó · g7 blanques peó · f6 blanques peó · h6 negres rei · e5 blanques peó · h5 negres peó · h4 blanques peó · g2 blanques alfil · h1 negres alfil | a8 blanques rei · b8 blanques alfil · f8 blanques cavall · a7 blanques peó · c7 blanques peó · e7 negres peó · g7 blanques peó · f6 blanques peó · h6 negres rei · e5 blanques peó · h5 negres peó · h4 blanques peó · g2 blanques alfil · h1 negres alfil | a8 blanques rei · b8 blanques alfil · f8 blanques cavall · a7 blanques peó · c7 blanques peó · e7 negres peó · g7 blanques peó · f6 blanques peó · h6 negres rei · e5 blanques peó · h5 negres peó · h4 blanques peó · g2 blanques alfil · h1 negres alfil | a8 blanques rei · b8 blanques alfil · f8 blanques cavall · a7 blanques peó · c7 blanques peó · e7 negres peó · g7 blanques peó · f6 blanques peó · h6 negres rei · e5 blanques peó · h5 negres peó · h4 blanques peó · g2 blanques alfil · h1 negres alfil | a8 blanques rei · b8 blanques alfil · f8 blanques cavall · a7 blanques peó · c7 blanques peó · e7 negres peó · g7 blanques peó · f6 blanques peó · h6 negres rei · e5 blanques peó · h5 negres peó · h4 blanques peó · g2 blanques alfil · h1 negres alfil | a8 blanques rei · b8 blanques alfil · f8 blanques cavall · a7 blanques peó · c7 blanques peó · e7 negres peó · g7 blanques peó · f6 blanques peó · h6 negres rei · e5 blanques peó · h5 negres peó · h4 blanques peó · g2 blanques alfil · h1 negres alfil | a8 blanques rei · b8 blanques alfil · f8 blanques cavall · a7 blanques peó · c7 blanques peó · e7 negres peó · g7 blanques peó · f6 blanques peó · h6 negres rei · e5 blanques peó · h5 negres peó · h4 blanques peó · g2 blanques alfil · h1 negres alfil | 7 |
| 6 | a8 blanques rei · b8 blanques alfil · f8 blanques cavall · a7 blanques peó · c7 blanques peó · e7 negres peó · g7 blanques peó · f6 blanques peó · h6 negres rei · e5 blanques peó · h5 negres peó · h4 blanques peó · g2 blanques alfil · h1 negres alfil | a8 blanques rei · b8 blanques alfil · f8 blanques cavall · a7 blanques peó · c7 blanques peó · e7 negres peó · g7 blanques peó · f6 blanques peó · h6 negres rei · e5 blanques peó · h5 negres peó · h4 blanques peó · g2 blanques alfil · h1 negres alfil | a8 blanques rei · b8 blanques alfil · f8 blanques cavall · a7 blanques peó · c7 blanques peó · e7 negres peó · g7 blanques peó · f6 blanques peó · h6 negres rei · e5 blanques peó · h5 negres peó · h4 blanques peó · g2 blanques alfil · h1 negres alfil | a8 blanques rei · b8 blanques alfil · f8 blanques cavall · a7 blanques peó · c7 blanques peó · e7 negres peó · g7 blanques peó · f6 blanques peó · h6 negres rei · e5 blanques peó · h5 negres peó · h4 blanques peó · g2 blanques alfil · h1 negres alfil | a8 blanques rei · b8 blanques alfil · f8 blanques cavall · a7 blanques peó · c7 blanques peó · e7 negres peó · g7 blanques peó · f6 blanques peó · h6 negres rei · e5 blanques peó · h5 negres peó · h4 blanques peó · g2 blanques alfil · h1 negres alfil | a8 blanques rei · b8 blanques alfil · f8 blanques cavall · a7 blanques peó · c7 blanques peó · e7 negres peó · g7 blanques peó · f6 blanques peó · h6 negres rei · e5 blanques peó · h5 negres peó · h4 blanques peó · g2 blanques alfil · h1 negres alfil | a8 blanques rei · b8 blanques alfil · f8 blanques cavall · a7 blanques peó · c7 blanques peó · e7 negres peó · g7 blanques peó · f6 blanques peó · h6 negres rei · e5 blanques peó · h5 negres peó · h4 blanques peó · g2 blanques alfil · h1 negres alfil | a8 blanques rei · b8 blanques alfil · f8 blanques cavall · a7 blanques peó · c7 blanques peó · e7 negres peó · g7 blanques peó · f6 blanques peó · h6 negres rei · e5 blanques peó · h5 negres peó · h4 blanques peó · g2 blanques alfil · h1 negres alfil | 6 |
| 5 | a8 blanques rei · b8 blanques alfil · f8 blanques cavall · a7 blanques peó · c7 blanques peó · e7 negres peó · g7 blanques peó · f6 blanques peó · h6 negres rei · e5 blanques peó · h5 negres peó · h4 blanques peó · g2 blanques alfil · h1 negres alfil | a8 blanques rei · b8 blanques alfil · f8 blanques cavall · a7 blanques peó · c7 blanques peó · e7 negres peó · g7 blanques peó · f6 blanques peó · h6 negres rei · e5 blanques peó · h5 negres peó · h4 blanques peó · g2 blanques alfil · h1 negres alfil | a8 blanques rei · b8 blanques alfil · f8 blanques cavall · a7 blanques peó · c7 blanques peó · e7 negres peó · g7 blanques peó · f6 blanques peó · h6 negres rei · e5 blanques peó · h5 negres peó · h4 blanques peó · g2 blanques alfil · h1 negres alfil | a8 blanques rei · b8 blanques alfil · f8 blanques cavall · a7 blanques peó · c7 blanques peó · e7 negres peó · g7 blanques peó · f6 blanques peó · h6 negres rei · e5 blanques peó · h5 negres peó · h4 blanques peó · g2 blanques alfil · h1 negres alfil | a8 blanques rei · b8 blanques alfil · f8 blanques cavall · a7 blanques peó · c7 blanques peó · e7 negres peó · g7 blanques peó · f6 blanques peó · h6 negres rei · e5 blanques peó · h5 negres peó · h4 blanques peó · g2 blanques alfil · h1 negres alfil | a8 blanques rei · b8 blanques alfil · f8 blanques cavall · a7 blanques peó · c7 blanques peó · e7 negres peó · g7 blanques peó · f6 blanques peó · h6 negres rei · e5 blanques peó · h5 negres peó · h4 blanques peó · g2 blanques alfil · h1 negres alfil | a8 blanques rei · b8 blanques alfil · f8 blanques cavall · a7 blanques peó · c7 blanques peó · e7 negres peó · g7 blanques peó · f6 blanques peó · h6 negres rei · e5 blanques peó · h5 negres peó · h4 blanques peó · g2 blanques alfil · h1 negres alfil | a8 blanques rei · b8 blanques alfil · f8 blanques cavall · a7 blanques peó · c7 blanques peó · e7 negres peó · g7 blanques peó · f6 blanques peó · h6 negres rei · e5 blanques peó · h5 negres peó · h4 blanques peó · g2 blanques alfil · h1 negres alfil | 5 |
| 4 | a8 blanques rei · b8 blanques alfil · f8 blanques cavall · a7 blanques peó · c7 blanques peó · e7 negres peó · g7 blanques peó · f6 blanques peó · h6 negres rei · e5 blanques peó · h5 negres peó · h4 blanques peó · g2 blanques alfil · h1 negres alfil | a8 blanques rei · b8 blanques alfil · f8 blanques cavall · a7 blanques peó · c7 blanques peó · e7 negres peó · g7 blanques peó · f6 blanques peó · h6 negres rei · e5 blanques peó · h5 negres peó · h4 blanques peó · g2 blanques alfil · h1 negres alfil | a8 blanques rei · b8 blanques alfil · f8 blanques cavall · a7 blanques peó · c7 blanques peó · e7 negres peó · g7 blanques peó · f6 blanques peó · h6 negres rei · e5 blanques peó · h5 negres peó · h4 blanques peó · g2 blanques alfil · h1 negres alfil | a8 blanques rei · b8 blanques alfil · f8 blanques cavall · a7 blanques peó · c7 blanques peó · e7 negres peó · g7 blanques peó · f6 blanques peó · h6 negres rei · e5 blanques peó · h5 negres peó · h4 blanques peó · g2 blanques alfil · h1 negres alfil | a8 blanques rei · b8 blanques alfil · f8 blanques cavall · a7 blanques peó · c7 blanques peó · e7 negres peó · g7 blanques peó · f6 blanques peó · h6 negres rei · e5 blanques peó · h5 negres peó · h4 blanques peó · g2 blanques alfil · h1 negres alfil | a8 blanques rei · b8 blanques alfil · f8 blanques cavall · a7 blanques peó · c7 blanques peó · e7 negres peó · g7 blanques peó · f6 blanques peó · h6 negres rei · e5 blanques peó · h5 negres peó · h4 blanques peó · g2 blanques alfil · h1 negres alfil | a8 blanques rei · b8 blanques alfil · f8 blanques cavall · a7 blanques peó · c7 blanques peó · e7 negres peó · g7 blanques peó · f6 blanques peó · h6 negres rei · e5 blanques peó · h5 negres peó · h4 blanques peó · g2 blanques alfil · h1 negres alfil | a8 blanques rei · b8 blanques alfil · f8 blanques cavall · a7 blanques peó · c7 blanques peó · e7 negres peó · g7 blanques peó · f6 blanques peó · h6 negres rei · e5 blanques peó · h5 negres peó · h4 blanques peó · g2 blanques alfil · h1 negres alfil | 4 |
| 3 | a8 blanques rei · b8 blanques alfil · f8 blanques cavall · a7 blanques peó · c7 blanques peó · e7 negres peó · g7 blanques peó · f6 blanques peó · h6 negres rei · e5 blanques peó · h5 negres peó · h4 blanques peó · g2 blanques alfil · h1 negres alfil | a8 blanques rei · b8 blanques alfil · f8 blanques cavall · a7 blanques peó · c7 blanques peó · e7 negres peó · g7 blanques peó · f6 blanques peó · h6 negres rei · e5 blanques peó · h5 negres peó · h4 blanques peó · g2 blanques alfil · h1 negres alfil | a8 blanques rei · b8 blanques alfil · f8 blanques cavall · a7 blanques peó · c7 blanques peó · e7 negres peó · g7 blanques peó · f6 blanques peó · h6 negres rei · e5 blanques peó · h5 negres peó · h4 blanques peó · g2 blanques alfil · h1 negres alfil | a8 blanques rei · b8 blanques alfil · f8 blanques cavall · a7 blanques peó · c7 blanques peó · e7 negres peó · g7 blanques peó · f6 blanques peó · h6 negres rei · e5 blanques peó · h5 negres peó · h4 blanques peó · g2 blanques alfil · h1 negres alfil | a8 blanques rei · b8 blanques alfil · f8 blanques cavall · a7 blanques peó · c7 blanques peó · e7 negres peó · g7 blanques peó · f6 blanques peó · h6 negres rei · e5 blanques peó · h5 negres peó · h4 blanques peó · g2 blanques alfil · h1 negres alfil | a8 blanques rei · b8 blanques alfil · f8 blanques cavall · a7 blanques peó · c7 blanques peó · e7 negres peó · g7 blanques peó · f6 blanques peó · h6 negres rei · e5 blanques peó · h5 negres peó · h4 blanques peó · g2 blanques alfil · h1 negres alfil | a8 blanques rei · b8 blanques alfil · f8 blanques cavall · a7 blanques peó · c7 blanques peó · e7 negres peó · g7 blanques peó · f6 blanques peó · h6 negres rei · e5 blanques peó · h5 negres peó · h4 blanques peó · g2 blanques alfil · h1 negres alfil | a8 blanques rei · b8 blanques alfil · f8 blanques cavall · a7 blanques peó · c7 blanques peó · e7 negres peó · g7 blanques peó · f6 blanques peó · h6 negres rei · e5 blanques peó · h5 negres peó · h4 blanques peó · g2 blanques alfil · h1 negres alfil | 3 |
| 2 | a8 blanques rei · b8 blanques alfil · f8 blanques cavall · a7 blanques peó · c7 blanques peó · e7 negres peó · g7 blanques peó · f6 blanques peó · h6 negres rei · e5 blanques peó · h5 negres peó · h4 blanques peó · g2 blanques alfil · h1 negres alfil | a8 blanques rei · b8 blanques alfil · f8 blanques cavall · a7 blanques peó · c7 blanques peó · e7 negres peó · g7 blanques peó · f6 blanques peó · h6 negres rei · e5 blanques peó · h5 negres peó · h4 blanques peó · g2 blanques alfil · h1 negres alfil | a8 blanques rei · b8 blanques alfil · f8 blanques cavall · a7 blanques peó · c7 blanques peó · e7 negres peó · g7 blanques peó · f6 blanques peó · h6 negres rei · e5 blanques peó · h5 negres peó · h4 blanques peó · g2 blanques alfil · h1 negres alfil | a8 blanques rei · b8 blanques alfil · f8 blanques cavall · a7 blanques peó · c7 blanques peó · e7 negres peó · g7 blanques peó · f6 blanques peó · h6 negres rei · e5 blanques peó · h5 negres peó · h4 blanques peó · g2 blanques alfil · h1 negres alfil | a8 blanques rei · b8 blanques alfil · f8 blanques cavall · a7 blanques peó · c7 blanques peó · e7 negres peó · g7 blanques peó · f6 blanques peó · h6 negres rei · e5 blanques peó · h5 negres peó · h4 blanques peó · g2 blanques alfil · h1 negres alfil | a8 blanques rei · b8 blanques alfil · f8 blanques cavall · a7 blanques peó · c7 blanques peó · e7 negres peó · g7 blanques peó · f6 blanques peó · h6 negres rei · e5 blanques peó · h5 negres peó · h4 blanques peó · g2 blanques alfil · h1 negres alfil | a8 blanques rei · b8 blanques alfil · f8 blanques cavall · a7 blanques peó · c7 blanques peó · e7 negres peó · g7 blanques peó · f6 blanques peó · h6 negres rei · e5 blanques peó · h5 negres peó · h4 blanques peó · g2 blanques alfil · h1 negres alfil | a8 blanques rei · b8 blanques alfil · f8 blanques cavall · a7 blanques peó · c7 blanques peó · e7 negres peó · g7 blanques peó · f6 blanques peó · h6 negres rei · e5 blanques peó · h5 negres peó · h4 blanques peó · g2 blanques alfil · h1 negres alfil | 2 |
| 1 | a8 blanques rei · b8 blanques alfil · f8 blanques cavall · a7 blanques peó · c7 blanques peó · e7 negres peó · g7 blanques peó · f6 blanques peó · h6 negres rei · e5 blanques peó · h5 negres peó · h4 blanques peó · g2 blanques alfil · h1 negres alfil | a8 blanques rei · b8 blanques alfil · f8 blanques cavall · a7 blanques peó · c7 blanques peó · e7 negres peó · g7 blanques peó · f6 blanques peó · h6 negres rei · e5 blanques peó · h5 negres peó · h4 blanques peó · g2 blanques alfil · h1 negres alfil | a8 blanques rei · b8 blanques alfil · f8 blanques cavall · a7 blanques peó · c7 blanques peó · e7 negres peó · g7 blanques peó · f6 blanques peó · h6 negres rei · e5 blanques peó · h5 negres peó · h4 blanques peó · g2 blanques alfil · h1 negres alfil | a8 blanques rei · b8 blanques alfil · f8 blanques cavall · a7 blanques peó · c7 blanques peó · e7 negres peó · g7 blanques peó · f6 blanques peó · h6 negres rei · e5 blanques peó · h5 negres peó · h4 blanques peó · g2 blanques alfil · h1 negres alfil | a8 blanques rei · b8 blanques alfil · f8 blanques cavall · a7 blanques peó · c7 blanques peó · e7 negres peó · g7 blanques peó · f6 blanques peó · h6 negres rei · e5 blanques peó · h5 negres peó · h4 blanques peó · g2 blanques alfil · h1 negres alfil | a8 blanques rei · b8 blanques alfil · f8 blanques cavall · a7 blanques peó · c7 blanques peó · e7 negres peó · g7 blanques peó · f6 blanques peó · h6 negres rei · e5 blanques peó · h5 negres peó · h4 blanques peó · g2 blanques alfil · h1 negres alfil | a8 blanques rei · b8 blanques alfil · f8 blanques cavall · a7 blanques peó · c7 blanques peó · e7 negres peó · g7 blanques peó · f6 blanques peó · h6 negres rei · e5 blanques peó · h5 negres peó · h4 blanques peó · g2 blanques alfil · h1 negres alfil | a8 blanques rei · b8 blanques alfil · f8 blanques cavall · a7 blanques peó · c7 blanques peó · e7 negres peó · g7 blanques peó · f6 blanques peó · h6 negres rei · e5 blanques peó · h5 negres peó · h4 blanques peó · g2 blanques alfil · h1 negres alfil | 1 |
|   | a | b | c | d | e | f | g | h |   |

Si les blanques poden deixar les negres sense cap més opció que jugar Axg2#, el problema està resolt.
- Les blanques poden intentar moure l'alfil, però això no seria correcte, ja que permetrà a les negres jugar l'alfil un moviment sense captura, ajornant al mat més enllà de dos moviments;
- Movent el cavall permet el rei moure;
- 1.e6 permet 1...exf6 i 2...f5;
- 1.f7 o 1.fxe7 permet 1...Cxg7;
- 1.g8=D o 1.g8=T no són bones després de 1...Axg2+ 2.D/Txg2;
- 1.g8=C dona escac i mat a les negres i, per tant, és erroni;
- 1.g8=A tampoc és bona, atès que 1...exf6 2.exf6 Axg2+ l'alfil pot interposar-se amb 3.Ad5.

L'única jugada en què les blanques forcen a les negres obligar-les a fer-los'hi mat en dues jugades és 1.c8=C. Existeixen dues variants:
- 1...exf6 2.exf6 Axg2# és força simple;
- 1...e6 porta a la subtil jugada 2.g8=A Axg2# (funciona pel fet que la trajectòria de l'alfil a d5 és bloquejat quan les negres juguen a e6).

Notem que només la promoció en un cavall és vàlida en el primer moviment, qualsevol altra peça seria interposada després de 1...Axg2+.